# Мали Бастаји
Мали Бастаји су насељено место у општини Ђуловац (до 1991. Миоковићево), у западној Славонији, Република Хрватска.

## Историја
До територијалне реорганизације у Хрватској насеље се налазило у саставу бивше велике општине Дарувар.

## Становништво
По попису из 2011. године насеље је имало 112 становника.
| Националност       | 1991.        | 1981.        | 1971.      | 1961.        |
| Срби               | 115 (92,74%) | 133 (86,36%) | 188 (100%) | 211 (99,52%) |
| Хрвати             | 0            | 5 (3,24%)    | 0          | 1 (0,47%)    |
| Југословени        | 3 (2,41%)    | 14 (9,09%)   | 0          | 0            |
| остали и непознато | 6 (4,83%)    | 2 (1,29%)    | 0          | 0            |
| Укупно             | 124          | 154          | 188        | 212          |

- напомене:

У 1869. садржи податке за бивше насеље Велика Маслењача.